# Strip Art Features
Strip Art Features (SAF) ist ein slowenischer Comic-Rechteverwerter, -Verlag und -Druckerei.
Das Unternehmen wurde 1972 von Ervin Rustemagić in Sarajevo, damals Republik Jugoslawien. gegründet. Zuvor begann er mit der Veröffentlichung des Comic-Magazins Strip Art in Serbokroatischer Sprache. 1984 wurde der Verlag mit dem Yellow Kid ausgezeichnet. Im Bosnienkrieg wurde das Verlagsbüro zerstört, 1993 wurde die Arbeit im slowenischen Celje wieder aufgenommen.
Strip Art Features lizenziert Comic-Werke zahlreicher internationaler Künstler auf der ganzen Welt, die Bekanntesten sind Joe Kubert und Hermann Huppen, auch publiziert man in Ländern wie Frankreich, den Niederlanden und Deutschland unter dem Label Erko in der jeweiligen Landessprache.